# Фернандо
Ферна́ндо (ісп. Fernando) — чоловіче особове ім'я. Використовується переважно в країнах, що говорять іспанською мовою (Іспанія, Мексика, Аргентина тощо). Походить від германського імені Фердинанд (гот. Ferdinanths, Frithunanths, «Любомир»). Також — Фернан (ісп. Fernán), Ернан (ісп. Hernán), Ернандо (ісп. Hernando). Інші форми — Фернанду (в португаломовних країнах); Фердинанд (в німецькомовних країнах) тощо. Латинською — Ферна́нд (лат. Fernandus), Фердина́нд (лат. Ferdinandus).

## Особи

### Королі
Арагон
- Фернандо I — король Арагону (1412—1416)
- Фернандо II (король Арагону)

Кастилія й Іспанія
- Фернандо I — король Кастилії (1037—1065).
- Фернандо II — король Кастилії (1157—1188).
- Фернандо III — король Кастилії (1217—1252).
- Фернандо IV — король Кастилії (1295—1312).
- Фернандо V — король Кастилії (1474—1504).
- Фернандо VI — король Іспанії (1746—1759).
- Фернандо VII — король Іспанії (1808—1833).